# Ovakudani
Ovakudani (大涌谷, dobesedno »Velika vrela dolina«) je vulkanska dolina z aktivnimi žveplovimi zračniki in vročimi vrelci v Hakoneju v prefekturi Kanagava na Japonskem. Je znotraj narodnega parka Fudži-Hakone-Izu. Nastala je pred približno 3000 leti kot posledica eksplozije vulkana Hakone.
Je priljubljeno turistično mesto zaradi slikovitih razgledov, vulkanske dejavnosti in kuro-tamaga (黒卵, dobesedno »črno jajce«) - lokalne specialitete jajc, trdo kuhanih v vročih vrelcih. Jajca počrnijo in dišijo rahlo po žveplu; če pojeste eno, naj bi vašemu življenju dodali sedem let.
Ko je Koubu Daiši pred več kot tisoč leti obiskal Ovakudani, ko je videl peklensko pokrajino, je molil k bodhisatvi. Enmei-džizo v Ovakudaniju naj bi izviral iz molitve.

## Vulkanizem
Zadnji večji izbruh magme se je zgodil pred približno 3000 leti, od takrat ni bilo večjih dogodkov. Med 12. in 13. stoletjem so bile na območju Ōvakudani tri freatske erupcije.

### 20. stoletje
- Leta 1933 so opazili spremembe v fumarolah, spremenil se je tudi pretok vode v Ubako-Onsen. Istega leta je ena oseba umrla v eksploziji fumarole v Ōvakudaniju.[5]
- Od septembra 1974 do februarja 1978 je prišlo do nadaljnjih sprememb v okolici Ōvakudanija, fumarole so spremenile položaj in drevesa so se začela sušiti in odmirati.
- Šibka potresa sta bila zabeležena tudi v letih 1987 in 1992 v globini 20-23 km. Tla so se nekoliko dvignila blizu središča Ōvakudanija.[6]
- 22. aprila 1991 med 10.00 in 13.00 uro je bilo zabeleženih okrog 300 potresov (z magnitudo ≤ 2,5). Epicenter večine potresov je bil približno 5 km pod kaldero. 24. aprila se je stanje vrnilo v normalno stanje in ni bilo opaziti sprememb v površinski aktivnosti.[7]

### 21. stoletje
- Med junijem in oktobrom 2001 so na območju izmerili povečano potresno aktivnost. V bližini središča je bila rahla izboklina. Drugi manjši potresi so bili zabeleženi na severnem delu jezera Aši. Kmalu po potresih je bilo opaziti širitev območja fumarol v Ōvakudaniju. Izpust pare se je na nekaterih mestih močno povečal.
- Med marcem in aprilom 2011, natančneje od potresa Tōhoku, so v severnem Ōvakudaniju izmerili povečano seizmično aktivnost. Poleg številnih manjših potresov sta se 11. in 21. marca zgodila tudi dva močnejša.
- Februarja 2013 je bilo registriranih okoli 1400 manjših potresov, vendar ni sledil izbruh in stanje se je ponovno umirilo.

- 26. aprila 2015 je bila na območju ponovno zaznana povečana potresna aktivnost.[8]
- Od 6. maja 2015 je bilo območje okoli Ōvakudanija zaprto za obiskovalce. Zaradi povečane potresne aktivnosti in manjših vulkanskih izbruhov so morali zapreti območje okoli žičnice, dostopne ceste in pohodniške poti v radiju 300 m. Japonski meteorološki organ je dvignil stopnjo alarma na 2. Samo ta dan je bilo zabeleženih 115 potresov. Pri vročih vrelcih je bilo mogoče ugotoviti povečanje vodnega tlaka.[9]
- Med 14. in 17. majem 2015 je bila potresna aktivnost majhna. Na dnu vročega izvira Ōvakudani so bila tla dvignjena za 12 cm. To povečanje prizadene območje v radiju okoli 200 m, 15. maja je bilo zabeleženih približno 471 manjših potresov.
- 29. junija je bilo zabeleženih 14 potresov z magnitudo od 1,9 do 3,2.[10]
- Od 30. junija 2015, potem ko se je potresna aktivnost ponovno povečala, je japonska meteorološka agencija razglasila stopnjo alarma 3 in radij se je povečal na nekaj več kot 1 km.[11][12]
- 11. septembra 2015 je japonska meteorološka agencija znižala stopnjo alarma nazaj na 2. Polmer izključenega območja je bil zmanjšan, vendar žičnica Hakone še vedno ne obratuje.[13]
- Od 27. julija 2016 je območje z žičnico, vendar brez pohodnih poti, odprto za obiskovalce vsak dan od 9.00 do 17.00.
- 19. maja 2019 je bila stopnja pripravljenosti ponovno dvignjena na 2. stopnjo. Lokalna oblast je zato znova omejila dostop do območja. Začasno je bilo tudi prekinjeno obratovanje žičnice. [14]

## Turizem
Do Ōvakudanija lahko dostopate prek žičnice Hakone (postaja Ōvakudani)  ali avtobusne linije s postaje Odavara, postaje Hakone-Jumoto, postaje Kovakidani / Kodžiri, avtobusa Izuhakone (avtobusna postaja Ōvakudani). Tik pod termalnimi vrelci Kuro-tamago je cesta do centra za obiskovalce.
Večina obiskovalcev je hodila po približno 1 km dolgi poti (ki je bila zaprta od leta 2015 zaradi povečane vulkanske aktivnosti) ali se je po žičnici Hakone popeljala blizu mesta, kjer se kuhajo jajca, da bi sodelovala pri obrednem uživanju jajc. Žičnica ponuja širok razgled na goro Fudži (v jasnih dneh) in žveplene odprtine tik pod središčem za obiskovalce.
Današnje dejavnosti v okolici žveplenih odprtin so posledica ogromnih zemeljskih plazov v preteklosti. Gradnja betonskih ovir in stabilizacija območja potekata že desetletja.

## Zaprtje
Turistično mesto v Ōvakudaniju je bilo maja 2015 zaprto zaradi vulkanske dejavnosti. Ponovno so ga odprli 27. aprila 2016, vendar ne v celoti, saj zaradi nevarnosti ni mogoče hoditi blizu odprtin za paro. Ljudem z astmo, bronhitisom, boleznimi srca, srčnimi spodbujevalniki in nosečnicam odsvetujemo vstop v dolino zaradi visoke vulkanske aktivnosti.

## V popularni kulturi
Ōwakudani je prikazan v animeju Neon Genesis Evangelion in njegovi adaptaciji mange. V animeju protagonist Šindži konča blizu Ōvakudanija, potem ko je pobegnil iz Misatinega stanovanja.